# Acoyapa
Acoyapa är en stad och kommun (municipio) i departementet Chontales i centrala Nicaragua, med 19 792 invånare i kommunen (2012). Kommunen ligger vid Nicaraguasjöns östra strand, och staden ligger 32 km sydost om departementshuvudstaden Juigalpa och 170 km sydost om huvudstaden Managua. Kommunens huvudnäring är boskapsskötsel.

## Geografi
Acoyapa gränsar till kommunerna Juigalpa, San Pedro de Lóvago och Santo Tomás i norr, Villa Sandino, El Coral och El Almendro i öster, Morrito i söder, samt Nicaraguasjön i väster.
Centralorten Acoyapa ligger i kommunens norra del, vid Río Acoyapa. Vid folkräkningen 2005 hade staden 8 108 invånare vilket var nästan hälften av kommunens 16 946 invånare. Förutom centralorten, består kommunen av 9 comarcas, med följande befolkningstal 2005:  El Arado (311), Guanacastillo (994), Las Mangas (739), Las Pavas (693), San Augustin (2 755), San Ignacio (390), San Lucas (471), San Pablo (569) och Santa Martha (1 916).

### Natur
Ett flertal floder rinner genom kommunen ner till sjön. De två största är Río Acoyapa i mitten av kommunen och Río Oyate som utgör gränsflod mot grannkommunen Morrito i söder. I Nicaraguasjön, mellan dessa två floders utlopp, ligger skärgården Archiépelago de El Nancital, beståenda av 24 små öar. Ögruppen har en varierad vegetation och ett mycket rikt fågelliv.
I kommunen finns det ett par stora grottor, Santa Marta och La Ventana, som man kan rida in i på hästrygg. Det finns också två varmvattenskällor: Aguas Caliente i San Ignacio dalen samt La Esperanza i San Pablo.

## Historia
Acoyapa grundades av spanskättlingar någon gång före 1750, då där fanns 728 invånare. Det var då den sista koloniala utposten mot de otillgängliga bergs- och skogstrakterna ner mot den karibiska kusten. Under den spanska kolonialtiden hade Acoyapa rangen av villa, av vilka det endast fanns fyra i hela landet, vilka tillsammans med de tre städerna utgjorde landets kommersiella centra.
Acoyapa fick sina stadsrättigheter 1862 då den upphöjdes från villa till ciudad. När departemented Chontales bildades 1858 utsågs Acoyapa att vara dess första huvudstad. År 1865 flyttades huvudstaden till Juigalpa, men 1866 blev den återigen Acoyapa, för att 1877 flytta tillbaka till Juigalpa för alltid.

## Näringsliv
Acoyapa är en utpräglad jordbruksbygd, med boskapsskötsel som huvudnäring. I kommunen finns det cirka 42000 nötkreatur, 6500 hästar, 3500 grisar, 400 får och getter samt 26 000 höns och andra tamfåglar, de allra flesta utanför staden.

## Transporter
Kommunen ligger längs landsvägen från Managua och Juigalpa till San Carlos vid Nicaraguasjöns utlopp i Río San Juan.

## Religion
Acoyapa har en fin kolonial kyrka, Iglesia Colonial de San Sebastián. Kyrkan har vackra målningar som importerats från Spanien, och två kapell i barockstil till ära för Vår Fru av berget Karmel och Vår Fru av Rosario. 
Kommunen firar sin festdag den 20 januari till minne av Sankt Sebastian. Dagen firas med en parad med musikgrupper, utklädda personer, religiösa paradvagnar och hästar, samt med tjurfäktning.

## Personer från Acoyapa
- Emiliano Chamorro Vargas (1871-1966), Nicaraguas president 1917-1920 samt 1926.[9]
- Amadeo Baena Lazo (1909-2008), revolutionär, politiker[10]
- Vilma Núñez de Escorcia (1938-), jurist, människorättsaktivist